# Lézignan
Lézignan is een gemeente in het Franse departement Hautes-Pyrénées (regio Occitanie) en telt 379 inwoners (2005). De plaats maakt deel uit van het arrondissement Argelès-Gazost.

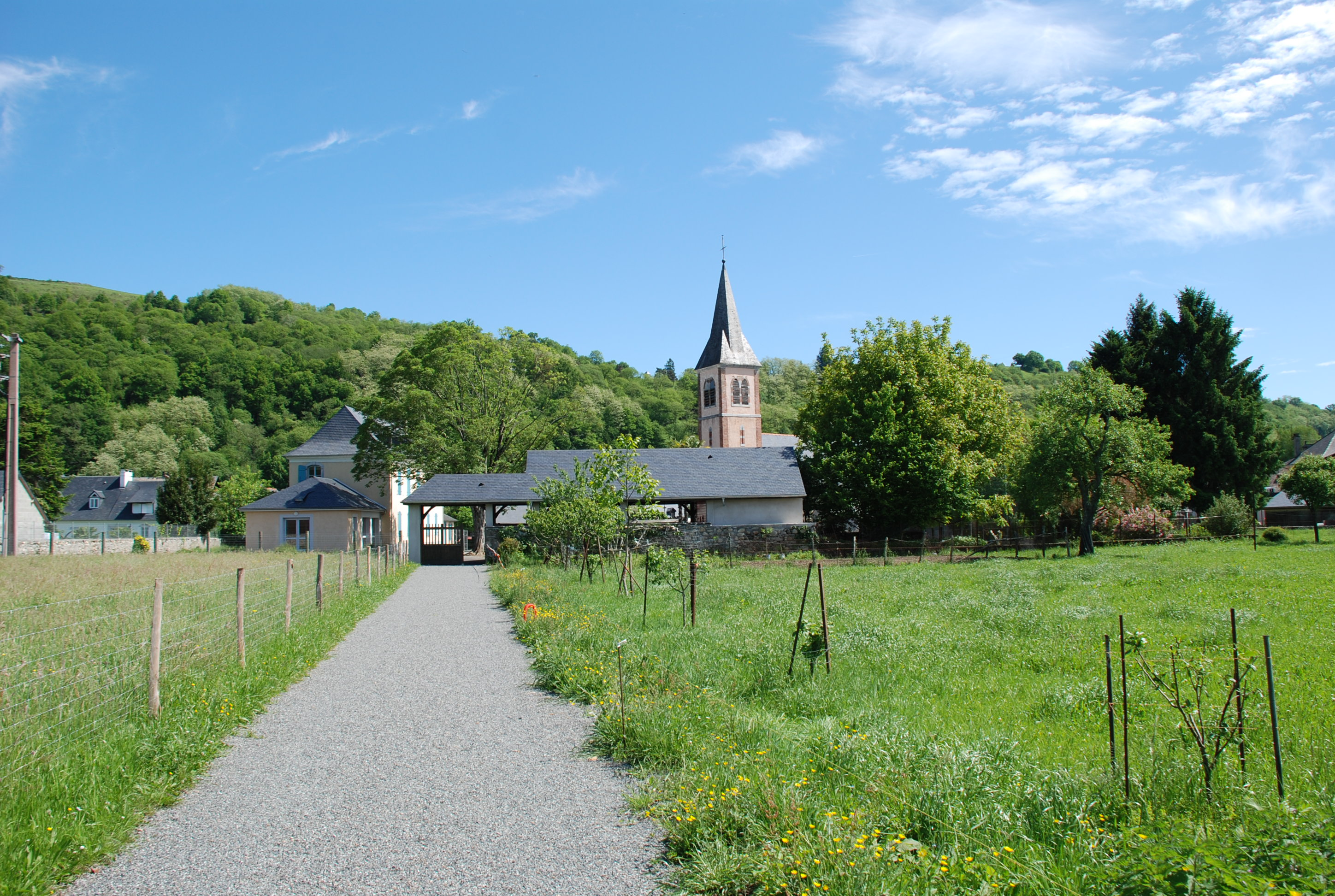
School
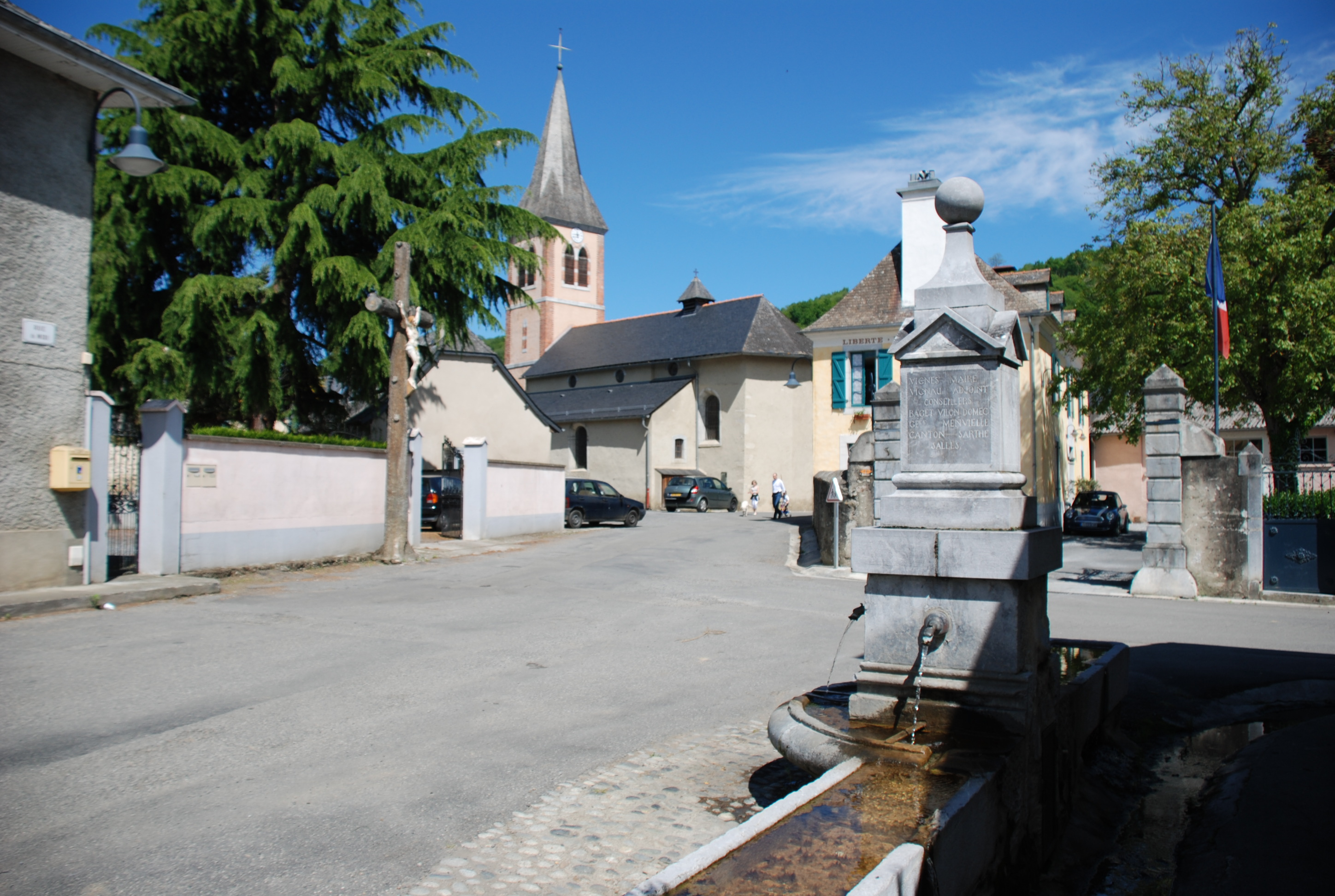
Fontein, kerk en gemeentehuis

## Geografie
De oppervlakte van Lézignan bedraagt 2,6 km², de bevolkingsdichtheid is 145,8 inwoners per km².

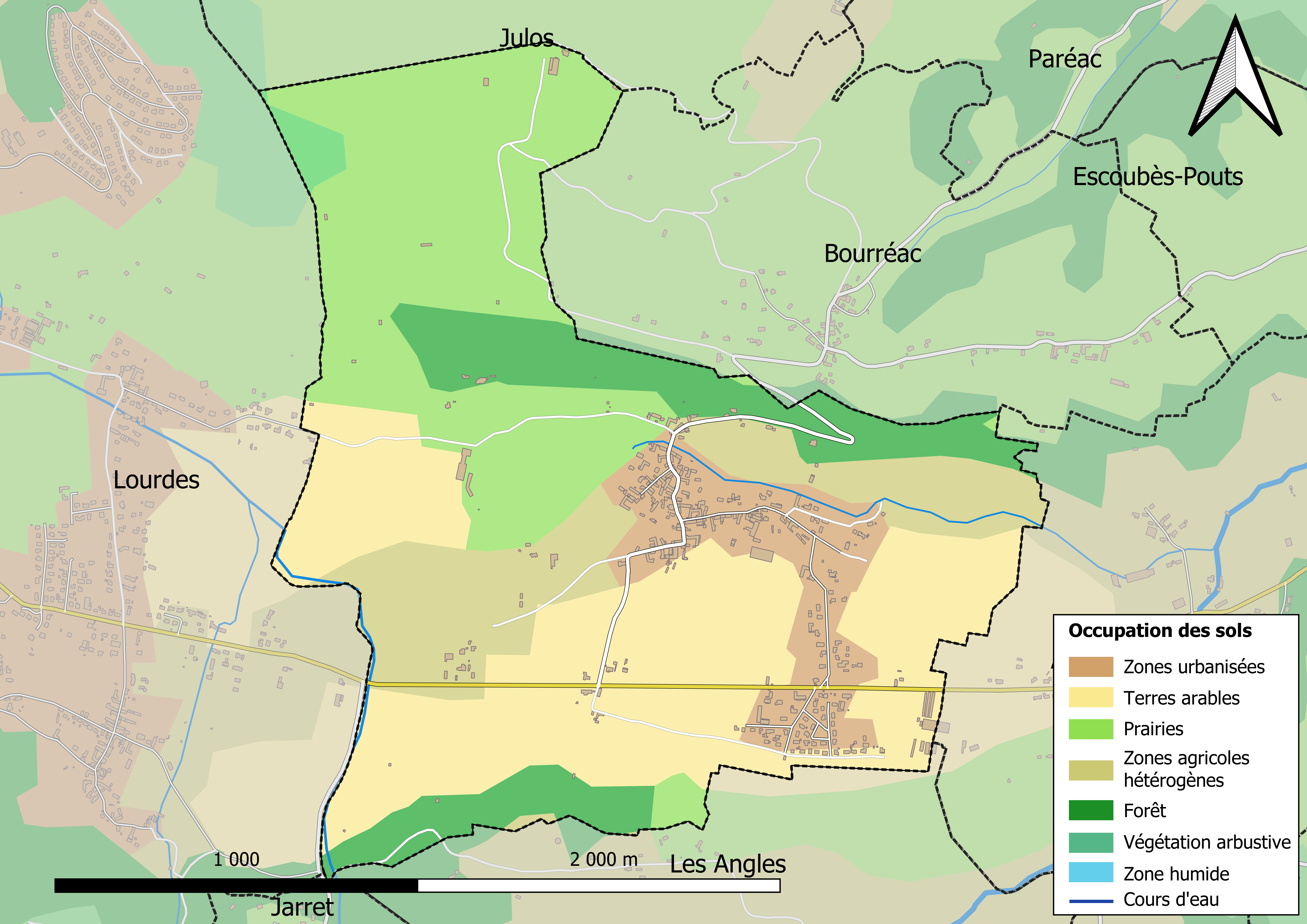
Kaart van de gemeente met belangrijkste infrastructuur, bodemgebruik en omliggende gemeenten

## Demografie
Onderstaande figuur toont het verloop van het inwonertal (bron: INSEE-tellingen).

1. ↑  Populations de référence 2022.